# Carlos Laura
Carlos Laura Juárez (Lima, Provincia de Lima, Perú, 30 de septiembre de 1974) es un futbolista peruano. Juega como guardameta y su equipo actual es el Alianza Universidad de la Liga 1. Inició en el balompié peruano, en el club Meteor Sport Club.

## Trayectoria
En el 2007 ascendió con el Atlético Minero siendo una de las principales figuras. Ascendió a la Primera Divisiòn de Perú en el 2018 con Alianza Universidad, fue el portero titular de toda la temporada, firmó su renovación por una temporada más.

## Clubes
| Club                  | País | Año       |
| --------------------- | ---- | --------- |
| Meteor-Lawn Tennis    | Perú | 1994      |
| Lawn Tennis           | Perú | 1995-1996 |
| Deportivo Once Amigos | Perú | 1996      |
| Meteor Sport Club     | Perú | 1997      |
| Guardia Republicana   | Perú | 1998-1999 |
| Unión Progreso        | Perú | 1999      |
| Deportivo Aviación    | Perú | 2000      |
| Alfonso Ugarte        | Perú | 2001      |
| Unión Huaral          | Perú | 2002-2003 |
| Sport Ancash          | Perú | 2004-2006 |
| Atlético Minero       | Perú | 2007-2009 |
| Alianza Atlético      | Perú | 2009      |
| Inti Gas              | Perú | 2010      |
| Sport Áncash          | Perú | 2011      |
| Deportivo Coopsol     | Perú | 2012-2013 |
| Alianza Universidad   | Perú | 2014      |
| Sport Rosario         | Perú | 2015      |
| Atlético Minero       | Perú | 2015      |
| Alianza Universidad   | Perú | 2016-2019 |

## Palmarés
| Título           | Club               | País | Año  |
| ---------------- | ------------------ | ---- | ---- |
| Segunda División | Deportivo Aviación | Perú | 2000 |
| Segunda División | Unión Huaral       | Perú | 2002 |
| Copa Perú        | Sport Áncash       | Perú | 2004 |